# Oleksandrivka Druha, Kozelșciîna
Oleksandrivka Druha (în ucraineană Олександрівка Друга) este un sat în comuna Breusivka din raionul Kozelșciîna, regiunea Poltava, Ucraina.

## Demografie
Componența lingvistică a localității Oleksandrivka Druha
     Ucraineană (100%)
Conform recensământului din 2001, toată populația localității Oleksandrivka Druha era vorbitoare de ucraineană (100%).